# Distretto di Djelfa
Il distretto di Djelfa è un distretto della provincia di Djelfa, in Algeria, con capoluogo Djelfa.

## Comuni
Il distretto di Djelfa comprende 1 comune:
- Djelfa